# Mickey Hart

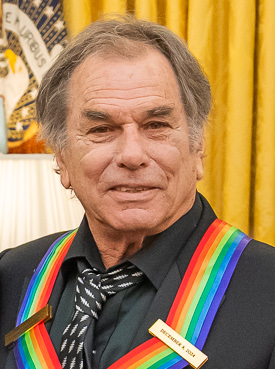
Mickey Hart auf der Web 2.0 Konferenz 2005

Mickey Hart (* 11. September 1943) ist ein US-amerikanischer Schlagzeuger und Perkussionist, der vor allem als Mitglied der Rockband Grateful Dead bekannt wurde. Zusammen mit Bill Kreutzmann bildete er die Rhythm Devils.

## Leben
Hart war immer an Percussiontechniken, -instrumenten und -traditionen aus aller Welt interessiert. Auf seinen Reisen besuchte er die Meister der verschiedenen Techniken überall auf der Welt und sammelte Aufnahmen und Instrumente. Er schrieb eine Reihe von Büchern zum Thema. Sein Album Planet Drum mit Vikku Vinayakram und verschiedenen weiteren Gastmusikern gewann 1991 den Grammy in der Kategorie Best World Music.
Daneben schrieb Hart Musik für Film- und Fernsehen (etwa für den Film Apocalypse Now) sowie für Großereignisse wie die Olympischen Spiele 1996.
1994 wurde Mickey Hart mit Grateful Dead in die Rock and Roll Hall of Fame aufgenommen und 1999 spielte er bei Woodstock III. 2000 erhielt er den Ehrendoktor des Saybrook Graduate School and Research Center. 2009 wurde seine CD Global Drum Projekt (mit Zakir Hussain und anderen) als Best Contemporary World Music Album mit dem Grammy ausgezeichnet.
Der Rolling Stone listete Hart 2016 gemeinsam mit Bandkollegen Bill Kreutzmann auf Rang 34 der 100 größten Schlagzeuger aller Zeiten.

## Bibliografie
- Drumming at the Edge of Magic: A Journey into the Spirit of Percussion. Harper, San Francisco 1990
  - Deutsch: Die magische Trommel. Eine Reise zu den Quellen des Rhythmus. Goldmann, München 1991 Online
- Planet Drum: A Celebration of Percussion and Rhythm. 1991
- Spirit into Sound: The Magic of Music. 1999
- Songcatchers: In Search of the World’s Music. 2003

## Diskografie
Soloalben von Mickey Hart:
- 1972: Rolling Thunder
- 1976: Diga Rhythm Band (mit Diga Rhythm Band)
- 1979: The Rhythm Devils Play River Music - The Apokalypse Now Sessions
- 1983: Yamantaka (mit Henry Wolff und Nancy Hennings)
- 1983: Music To Be Born By
- 1984: Däfos (mit Airto Moreira & Flora Purim)
- 1990: At the Edge
- 1991: Planet Drum
- 1996: Mickey Hart’s Mystery Box
- 1998: Supralingua
- 2000: Spirit Into Sound
- 2002: Mondo Head (mit Kodō)
- 2002: Over The Edge And Back - The Best of Mickey Hart
- 2008: Global Drum Project (mit Zakir Hussain, Sikiru Adepoju, Giovanni Hidalgo, Taufiq Qureshi)